# Josuke Watanuki
Josuke Watanuki (japonsky 綿貫 陽介, Watanuki Jósuke, * 12. dubna 1998 Saitama) je japonský profesionální tenista. Na challengerech ATP a okruhu ITF získal devět titulů ve dvouhře.
Na žebříčku ATP byl ve dvouhře nejvýše klasifikován v říjnu 2023 na 72. místě a ve čtyřhře v lednu 2019 na 374. místě. Trénuje ho o pět let starší bratr Keisuke Watanuki. Připravuje se v tokijském areálu Ariake a italském Sanremu.
V japonském daviscupovém týmu debutoval v roce 2018 ósackou světovou baráží proti Bosně a Hercegovině. Za rozhodnutého stavu porazil Darka Bojanoviće a přispěl k výhře Japonců 4–0 na zápasy. Do září 2025 v soutěži nastoupil k osmi mezistátním utkáním s bilancí 3–2 ve dvouhře a 2–3 ve čtyřhře.

## Tenisová kariéra
V juniorském tenise vystoupal během března 2016 na 2. místo kombinovaného žebříčku ITF. V této věkové kategorii si připsal výhry nad Ruudem, Tsitsipasem, de Minaurem, Kecmanovićem či Popyrinem. Maximem na juniorském grandslamu se stalo semifinále semifinále čtyřhry US Open 2015 po boku Jihoafričana Lloyda Harrise a stejná fáze dvouhry US Open 2016. Juniorskou kariéru ukončil v říjnu 2016 titulem z Mayor's Cupu, ósackého turnaje nejvyšší kategorie A.

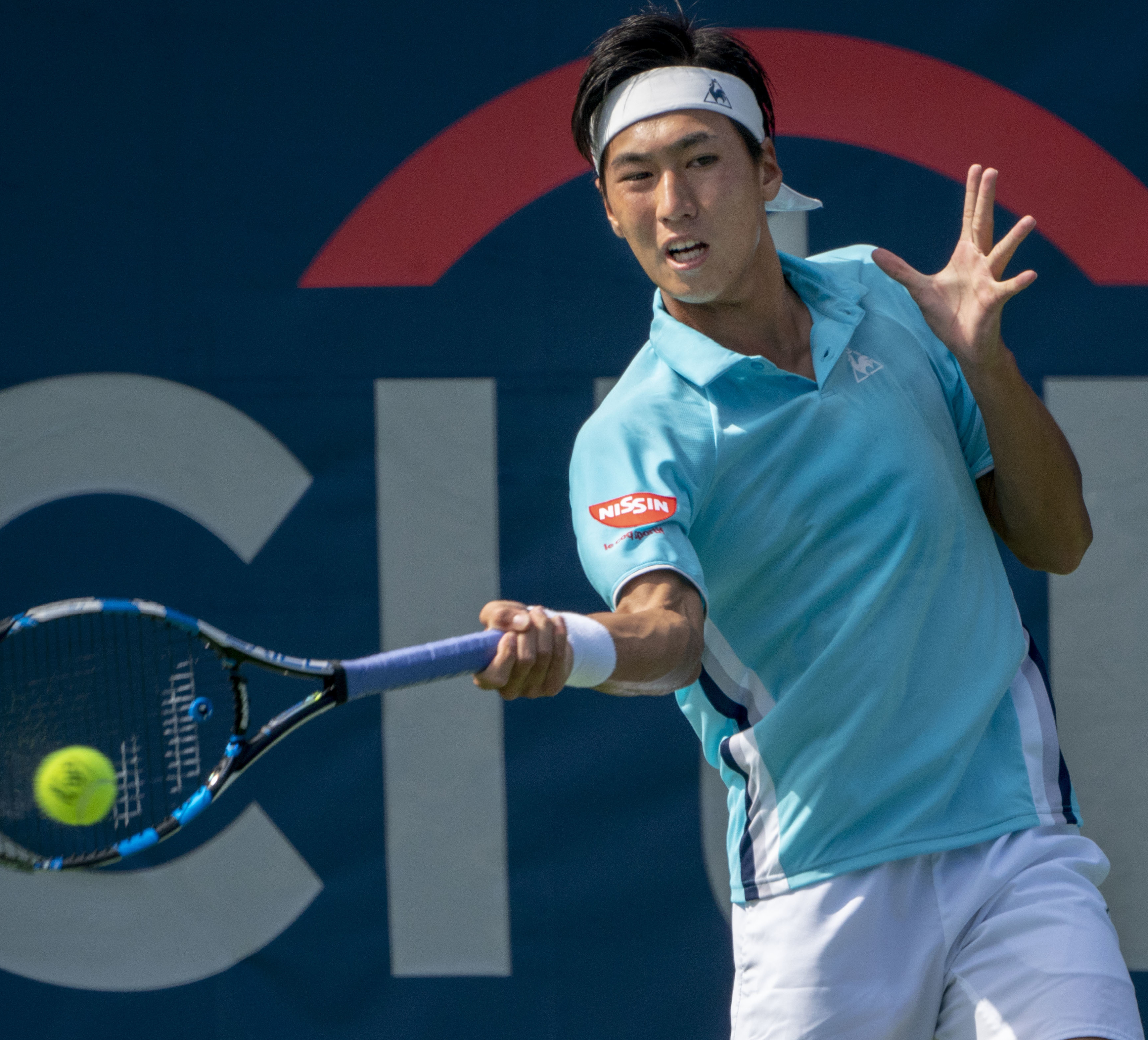
Na Citi Open 2018 debutoval ve dvouhře okruhu ATP Tour

V první odehrané kvalifikaci okruhu ATP Tour podlehl na tokijském Rakuten Japan Open 2016 Radku Štěpánkovi. Úvodní prohru v tokijské čtyřhře s krajanem Santillanem utržili od Berdycha se Štěpánkem. Ve dvouhře ATP debutoval červencovým Citi Open 2018, na washingtonském turnaji v úrovni ATP 500. V kvalifikačním kole porazil Australana Jasona Kublera. Časnou porážku mu ale ve dvouhře, přerušené deštěm, přivodil Rus Daniil Medveděv ze sedmé desítky žebříčku. První zápas vyhrál na Rakuten Japan Open 2018 z pozice kvalifikanta, když vyřadil Nizozemce Robina Haaseho z konce světové padesátky. Poté nestačil na světovou dvacítku Milose Raonice. Průlom do světové dvoustovky žebříčku ATP učinil v listopadu 2018 po debutovém finále na kóbském challengeru, který poté v letech 2019 a 2022 ovládl.
Do čtvrtfinále turnajů ATP se poprvé probojoval během antukového Lyon Open 2022. Ačkoli v  kvalifikačním kole prohrál s Barrèrem, účast v hlavní soutěžilo mu zajistilo odstoupení Bonziho. Po výhrách nad Španělem Pedrem Martínezem a Jihokorejcem Kwonem Sunem-u, skrečoval čtvrtfinále Alexi de Minaurovi po ztrátě úvodní sady. V grandslamové dvouhře debutoval na Australian Open 2023 po zvládnuté tříkolové kvalifikaci. V jejím závěru přehrál pátého nasazeného Peruánce Juana Pabla Varillase. Z prvního utkání melbournské dvouhry vyšel vítězně s Francouzem Arthurem Rinderknechem, figurujícím v šesté světové desítce. Poté jeho cestu pavoukem ve třech setech ukončil nasazený Sebastian Korda.

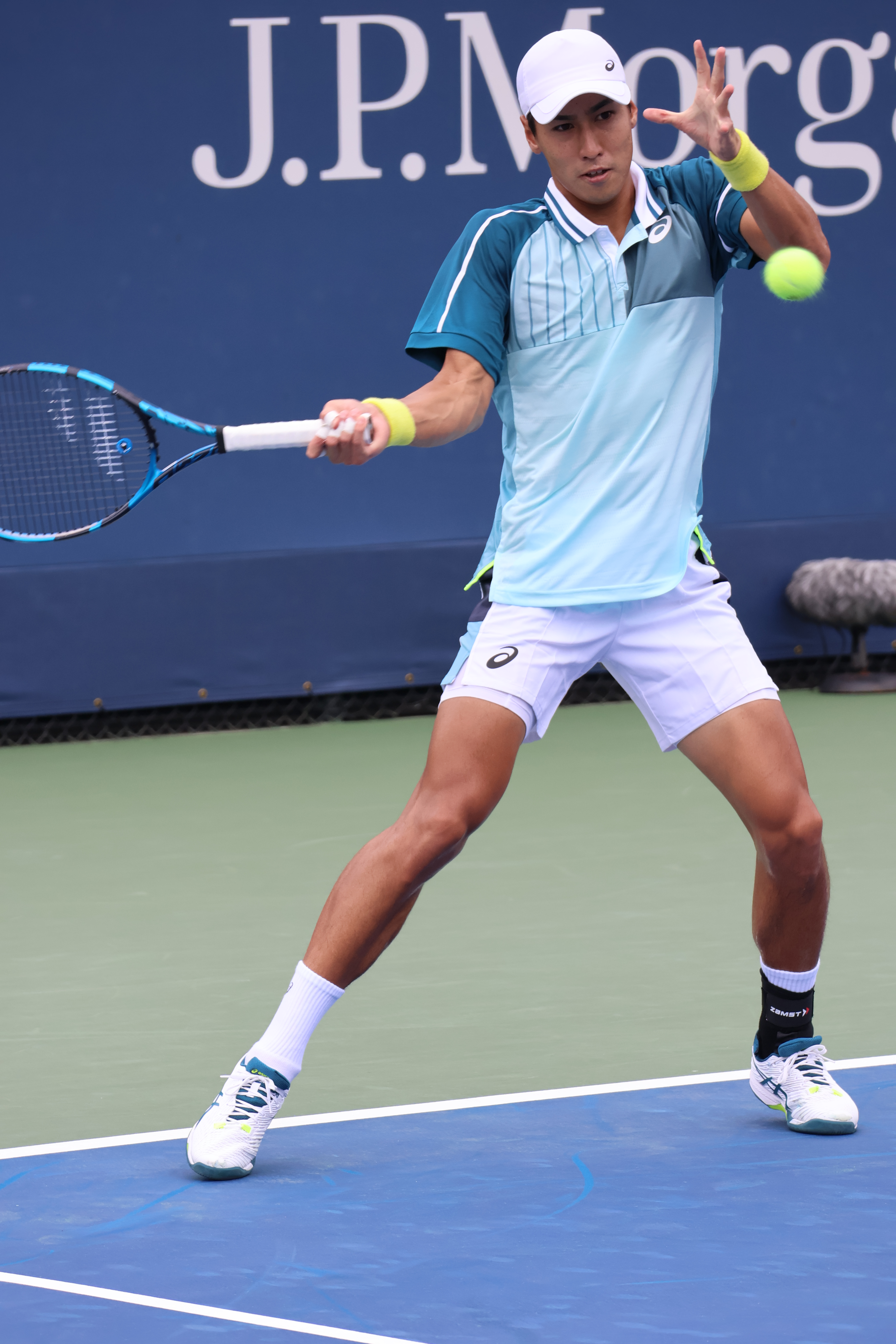
Na US Open 2023 dohrál v úvodním kole

V sérii Masters se premiérově představil na březnovém Miami Open 2023, kde zvládl kvalifikační kolo proti Christopheru O'Connellovi. Singlovou soutěž zahájil výhrou nad spolukvalifikantem Benoîtem Pairem, než jej v třísetové bitvě s dvěma tiebreaky zastavila světová čtrnáctka Frances Tiafoe. Člena elitní světové čtyřicítky poprvé porazil na washingtonském Mubadala Citi DC Open 2023, když ve druhém utkání zdolal dvanáctého v pořadí Félixe Augera-Aliassimeho. Oba aktéři ani jednou neprohráli servírovací game, a o postupu tak rozhodly dva tiebreaky. Watanuki z pozice 99. hráč klasifikace odehrál ve Washingtonu, D.C. první turnaj jako příslušník Top 100, když se jejím členem stal v den rozehrání 31. července 2023. Dva zápasy v řadě vyhrál na túře ATP podruhé. Ve třetí fázi však získal na Ugs Humberts jen dvě hry. Do třetího kola Mastersu premiérově zasáhl na říjnovém Rolex Shanghai Masters 2024 v roli kvalifikanta. Po vítězství nad Brandonem Nakashimou jeho cestu soutěží přerušila světová sedmička Taylor Fritz.
Na BNP Paribas Open 2025 v Indian Wells nastoupil z pozice 349. hráče pořadí do kvalifikace pod žebříčkovou ochranou. Po jejím zvládnutí prošel do čtvrtého kola přes Alexandra Bublika a členy Top 20, Tomáše Macháče s Tiafoem, jako nejníže postavený singlista turnaje od Tommyho Haase, jemuž v ročníku 2004 patřila 882. příčka. Soutěž opustil po porážce od Nizozemce Tallona Griekspoora.

## Tituly na challengerech ATP a okruhu ITF
| Legenda         |
| --------------- |
| Challengery (4) |
| ITF (5)         |

### Dvouhra (9 titulů)
| Č. | datum         | turnaj               | okruh      | povrch    | poražený finalista       | výsledek           |
| -- | ------------- | -------------------- | ---------- | --------- | ------------------------ | ------------------ |
| 1. | duben 2016    | Cukuba, Japonsko     | Futures    | tvrdý     | Šintaró Imai             | 1–6, 6–4, 6–2      |
| 2. | duben 2016    | Kašiwa, Japonsko     | Futures    | tvrdý     | Makoto Oči               | 6–3, 6–3           |
| 3. | červen 2017   | Tokio, Japonsko      | Futures    | tvrdý     | Kento Takeuči            | 4–6, 6–1, 6–4      |
| 4. | červen 2017   | Tchaj-pej, Tchaj-wan | Futures    | tvrdý     | Jusuke Takahaši          | 6–2, 6–3           |
| 5. | duben 2018    | Cukuba, Japonsko (2) | Futures    | tvrdý     | Renta Tokuda             | 7–5, 6–1           |
| 6. | listopad 2019 | Kóbe, Japonsko       | Challenger | tvrdý (h) | Júiči Sugita             | 6–2, 6–4           |
| 7. | listopad 2022 | Kóbe, Japonsko (2)   | Challenger | tvrdý (h) | Frederico Ferreira Silva | 6–7(3–7), 7–5, 6–4 |
| 8. | listopad 2022 | Jokkaiči, Japonsko   | Challenger | tvrdý     | Frederico Ferreira Silva | 6–2, 6–2           |
| 9. | listopad 2023 | Jokohama, Japonsko   | Challenger | tvrdý     | Juta Šimizu              | 7–6(7–5), 6–4      |